# Икациноцветные
Икациноцветные (лат. Icacinaceae) — по современной классификации APG IV порядок цветковых растений насчитывающий 2 семейства, 28 родов и 193 ботанических видов. Порядок включается в дочернюю кладу Ламииды, последовательно входящую в более крупные клады  Астериды -> Суперастериды -> Эвдикоты -> Цветковые растения.

## Классификация
В современной системе APG IV (2016) в порядок включено 2 семейства:
- Icacinaceae Miers — Икациновые
- Oncothecaceae Kobuski ex Airy Shaw — Онкотековые

### Таксономическое положение[1]
- Icacinales Tiegh. ex Tiegh., 1993,  Phytologia 74(3): 175

Порядок Икациноцветные включается в дочернюю кладу Ламииды, последовательно входящую в более крупные клады  Астериды -> Суперастериды -> Эвдикоты -> Цветковые растения. Кладограмма в соответствии с Системой APG IV:
|  |                          |  |                                   | порядок Икациноцветные |  | 2 семейства |  | 28 рода |  | 193 видов |
|  |                          |  |                                   | порядок Икациноцветные |  | 2 семейства |  | 28 рода |  | 193 видов |
|  | клада Цветковые растения |  |                                   |                        |  |             |  |         |  |           |
|  |                          |  |                                   |                        |  |             |  |         |  |           |
|  |                          |  | ещё 63 порядка цветковых растений |                        |  |             |  |         |  |           |
|  |                          |  |                                   |                        |  |             |  |         |  |           |